# Огут
Огут (мкд. Огут) је насеље у Северној Македонији, у североисточном делу државе. Огут је у оквиру општине Крива Паланка.

## Географија
Огут је смештен у североисточном делу Северне Македоније, близу државне границе са Србијом (3 km). Од најближег већег града, Куманова, село је удаљено 80 km источно.
Село Огут се налази у историјској области Славиште. Насеље је положено у високо постављеној долини Лесничке реке између планина Герман на западу и Билина на истоку, на преко 900 метара надморске висине.
Месна клима је планинска због знатне надморске висине.

## Становништво
Огут је према последњем попису из 2002. године имао 152 становника. Од тога огромну већину чине етнички Македонци (97%), а остатак су Срби.
Претежна вероисповест месног становништва је православље.